# Origes pollens
Origes pollens là một loài nhện trong họ Sparassidae.
Loài này thuộc chi Origes. Origes pollens được Eugène Simon miêu tả năm 1897.